# Церковь Воскресения Христова (Елец)
Це́рковь Воскресе́ния Христо́ва (Кладби́щенская) — ныне несуществующий православный храм города Елец Липецкой области. Находился на севере города, в Черной слободе, на территории ныне не существующего кладбища.

## История
Кладбищенская церковь в Черной слободе была построена в 1826 году, старанием местного священника Иоанна Очкина и приходских мещан: Алексея Гаврилова и Ивана Фролова.
Храм был приписан к Владимирской церкви Чёрной слободы, поэтому не имел своего прихода и причта священнослужителей. При нем находилось местное кладбище, обнесенное каменною оградою старанием протоиерея Павла Бутягина при содействии церковных старост Николая Фролова, Николая и Петра Ростовцевых на иждивение прихожан.
В начале XX века церковь описывалась так: храм холодный, длина — 23,5 аршина и колокольня 7 аршин, ширина — 18 аршин и высота до верха карниза — 10 аршин. Колокольня двухъярусная, высотой 22,5 аршин. В храме 5 окон размером 2,5 на 1,5 аршина и 7 круглых. Иконостас высотой 9 аршин и шириной 14,5 аршин.
Воскресенская церковь состояла из двухсветной храмовой части. С юга и севера входы в него оформляли портики с треугольными классическими фронтонами и сдвоенными колоннами тоскано-дорического ордера по сторонам. Перекрывалась храмовая часть куполом сферической формы, завершал который невысокий деревянный восьмигранный барабан, стоящий на квадратном основании. С запада вплотную к храму без традиционной трапезной, была пристроена двухъярусная колокольня с квадратным в плане первым ярусом, с западной стороны оформленным таким же портиком, и круглым в плане вторым. Завершали колокольню полусферический купол и изящно вытянутая луковица, переходящая в шпиль. Узкий цилиндр верхнего яруса двусветный, разделён на две части карнизом, отделяющим, подобно храмовой части, окна, расположенные по сторонам света. В большей нижней части они полуциркульные, а в меньшей верхней — круглые. В нишах храма и колокольни, повторяющих формы окон, помещены были изображения святых. При храме располагалась сторожка размером 17 на 6 аршин, а высотой 3 аршина. 
Храм был закрыт одним из первых в городе — в 1929 году, а уже в 1930-х годах был разобран. Со сносом Воскресенской церкви было разорено и местное кладбище, могильные плиты частично растащили, а каменную ограду и кладбищенские постройки снесли.